# Запаморочення
Запа́морочення (лат. vertigo) — відчуття обертання голови або навколишніх предметів, також почуття провалювання, падіння, нестійкості підлоги, яка йде з-під ніг. Як правило запаморочення супроводжується  нудотою, блюванням, підвищеною пітливістю, зміною частоти пульсу, коливаннями артеріального тиску. Напад запаморочення триває від декількох хвилин до багатьох годин. Крім суб'єктивних розладів і вегетативних порушень, нерідко виявляється ністагм.
Також, запаморочення інколи називають «головокружінням» (головокруттям, паморокою).
Як «запаморочення», описують найрізноманітніші відчуття, тому першочерговим діагностичним завданням є уточнення характеру скарг пацієнта. Як правило, їх можна віднести до одного з чотирьох клінічних типів запаморочення.
Запаморочення — одна з найчастіших і водночас одна із найскладніших для лікаря скарг. Річ у тому, що запаморочення може бути симптомом найрізноманітніших захворювань: неврологічних і психічних, хвороб серцево-судинної системи, певних захворювань крові, очей та вуха тощо.

## Види запаморочення

### Системне запаморочення
Системне, або вестибулярне запаморочення — відчуття обертання, падіння, нахилу або розгойдування власного тіла чи навколишніх предметів. Нерідко супроводжується нудотою, блюванням, гіпергідрозом, порушенням слуху і рівноваги, а також осциллопсією (ілюзією швидких дрібноамплітудних коливань навколишніх предметів). Системне запаморочення характерне для ураження  вестибулярної системи — периферичного або центрального її відділів.

### Переднепритомний стан
Хворі зазначають, що відчувають нудоту, поступову непритомність, та «легкість» в голові. Часто ці симптоми поєднуються зі зблідненням шкіри, прискореним серцебиттям і почуттям страху, потемнінням в очах, підвищеним потовиділенням. Найчастіше причинами цього є синдром підключичного обкрадання, захворювання серця і ортостатична гіпотензія. Часто після цього наступає непритомність.

### Порушення рівноваги
У деяких випадках під «запамороченням» хворі мають на увазі порушення  рівноваги. Спостерігається нестійкість, хиткість при ходьбі, «п'яна» хода. Характерно поєднання з парезами, зменшення чутливості, дискоординацією й осциллопсією. Прояви, спричинені порушенням рівноваги, проявляються під час ходьби й відсутні в лежачому і сидячому положеннях.

### Психогенне запаморочення
Для психогенного запаморочення, яке найчастіше спостерігають при тривожних, конверсійних розладах або  депресії, характерні важкоописувані відчуття, які не відповідають попереднім типам запаморочення. Хворі можуть скаржитися на «туман», «тяжкість» в голові, відчуття сп'яніння, нудоту. Подібні невизначені симптоми можуть виникати на ранніх стадіях або при атипових варіантах органічних захворювань.

## Лікування
Остаточне лікування залежить від основної причини запаморочення. Так от при хворобі Меньєра: дієта з низьким вмістом солі й інтратимпанічні ін'єкції антибіотика гентаміцину або хірургічні заходи, як-от шунтування або видалення лабіринту у тяжких випадках. 
Розповсюджені препарати для лікування запаморочення можуть включати наступне:
- Антихолінергічні препарати, такі як гіосціну гідробромід (скополамін)
- Протисудомні препарати, як-от топірамат та вальпроєва кислота для вестибулярної мігрені
- Антигістамінні препарати, як-от бетагістину дименгідринат, або меклизин, які можуть мати протиблювотні властивості
- Бета-блокатори, як-от метопролол для вестибулярної мігрені
- Кортикостероїди, як-от метилпреднізолон для запальних захворювань, таких як вестибулярний неврит або дексаметазон як препарат другої лінії при хворобі Меньєра.